# أحمد غني
أحمد غني نعاس لاعب ألعاب قوى عراقي، نافس في دورات ألعاب بارالمبية صيفية وبطولة العالم لألعاب القوى وفاز بعدة ميداليات.

## حياته
ولد أحمد غني نعاس ويلقب في مدينته بـ (فليطح) عام 1992 في مدينة البطحاء في محافظة ذي قار جنوب العراق وهو يعاني من قصر القامة. كان يعمل بائع للخضار قبل ان يهديه محمد رحال رمحاً لكي يمارس رياضة رمي الرمح. متزوج ولديه ولد واحد.

## الميداليات
| الميدالية | المسابقة                         | المكان         | ملاحظة                    |
| --------- | -------------------------------- | -------------- | ------------------------- |
| فضية      | الألعاب البارالمبية الصيفية 2012 | لندن، بريطانيا | رمي الرمح مسافة 43.27 متر |